# Go Off!
Go Off! — второй и последний студийный альбом спид-металлической группы Cacophony, вышедший в 1988 году на Shrapnel Records. Спустя год группа распалась.

## Список композиций
1. «X-Ray Eyes» — 5:10 (Джейсон Беккер, Марти Фридман)
2. «E.S.P.» — 6:06 (Фридман)
3. «Stranger» — 3:24 (Беккер, Стив Фонтано)
4. «Go Off!» — 3:46 (Беккер, Фридман)
5. «Black Cat» — 7:45 (Беккер, Фридман)
6. «Sword of the Warrior» — 5:09 (Фридман, Фонтано)
7. «Floating World» — 5:10 (Фридман)
8. «Images» — 3:43 (Беккер)

## Участники записи
- Петер Марино — вокал
- Джейсон Беккер — гитара
- Марти Фридман — гитара
- Джимми О'Ши — бас-гитара
- Дин Кастроново — ударные